# 哈罗德·库克
哈罗德·道格拉斯·库克（英語：Harold Douglas Cooke，1895年—1966年），英国前男子曲棍球运动员。他曾代表英国国家队参加1920年夏季奥林匹克运动会曲棍球比赛，获得一枚金牌。